# Domaine de Fatou-Bieberbach
En mathématiques, un domaine de Fatou-Bieberbach est un sous-domaine propre de {\displaystyle \mathbb {C} ^{n}}, équivalent par biholomorphisme à {\displaystyle \mathbb {C} ^{n}}. Autrement dit, un ensemble ouvert {\displaystyle \Omega \subsetneq \mathbb {C} ^{n}} est appelé un domaine de Fatou–Bieberbach s'il existe une fonction holomorphe bijective {\displaystyle f:\Omega \rightarrow \mathbb {C} ^{n}} dont la fonction inverse  {\displaystyle f^{-1}:\mathbb {C} ^{n}\rightarrow \Omega } est aussi holomorphe.
Une application biholomorphe injective de {\displaystyle \mathbb {C} ^{n}} dans {\displaystyle \mathbb {C} ^{n}} dont l'image est un sous-ensemble propre de {\displaystyle \mathbb {C} ^{n}} est appelée une application de Fatou-Bieberbach et son image est un domaine de Fatou-Bieberbach.
À cause du théorème de l'application conforme, un tel domaine ne peut pas exister pour {\displaystyle n=1}.

## Historique
Pierre Fatou a donné en 1922 un exemple d'une application entière de {\displaystyle \mathbb {C} ^{2}} dont l'image n'est pas dense dans {\displaystyle \mathbb {C} ^{2}}.
Ludwig Bieberbach a indiqué quelques années plus tard un exemple injectif.
Ces domaines ont ensuite fait l'objet de nouvelles recherches depuis les années 1980 dans le contexte du développement de l'analyse complexe à plusieurs variables et de la dynamique holomorphe.

## Exemple
On considère l'application de  {\displaystyle \mathbb {C} ^{2}} dans  {\displaystyle \mathbb {C} ^{2}} :
{\displaystyle F(z_{1},z_{2})={\frac {1}{2}}(z_{2},z_{1}+z_{2}^{2}).}
C'est un automorphisme et son inverse est {\displaystyle F^{-1}(z_{1},z_{2})=2(z_{2}-2z_{1}^{2},z_{1})}.
L'origine est un point fixe d'attraction de {\displaystyle F}, au sens que si un point {\displaystyle z=(z_{1},z_{2})} est tel que {\displaystyle \max(|z_{1}|,|z_{2}|)<1}, les itérées successives de {\displaystyle z} par {\displaystyle F} tendent vers le point {\displaystyle (0,0)}. En fait, le bassin d'attraction de l'origine est l'union des images réciproques du disque unité par les applications {\displaystyle F^{-k}} (les itérées de l'inverse de {\displaystyle F}).
Ce bassin d'attraction est un domaine de Fatou-Bieberbach.
Plus généralement si {\displaystyle F} est un automorphisme de {\displaystyle \mathbb {C} ^{n}} avec un point fixe d'attraction à l'origine, alors le bassin d'attraction de ce point fixe est biholomorphe à {\displaystyle \mathbb {C} ^{n}}. Si ce n'est pas {\displaystyle \mathbb {C} ^{n}} tout entier, c'est un domaine de Fatou-Bieberbach.